# Еритреја
Еритреја или званично Држава Еритреја је држава у источном делу Африке на обали Црвеног мора. Граничи се са Суданом на северозападу, Етиопијом на југу и Џибутијем на југоистоку.
Након престанка совјетске војне помоћи Етиопији, еритрејски герилци успели су да почетком деведесетих победе етиопске снаге и извојују независност. Млада држава је била додатно оптерећена двогодишњим ратом са Етиопијом око граничне црте који је избио 1998. године. Обећана демократизација земље није спроведена и Еритреја је још увек једнопартијска држава којом влада Народни фронт за демократију и правду (ПФДЈ), наследник ослободилачког покрета ЕПЛФ, и његов вођа Исаијас Афеверки. Сви јавни медији су у државном власништву.
Еритреја је међу сиромашнијим афричким државама, БДП је у 2014. био 1.195 америчких долара по становнику, мерено по ППП-у.

## Историја
Године 1995. у Еритреји, су пронађени остаци хоминида старији од једног милиона година, за које се сматра да би могли представљати везу између хоминида и првих људи. Сматра се да се Еритреја налазила на путу којим су први људи насељавали Стари свет. Године 1999. откривено је камено оруђе старо око 125 000 година у заливу Зула јужно од града Масава дуж обале Црвеног мора. Пећинске цртеже из времена епипалеолитика пронашли су италијански колонизатори у средишњем и северозападном делу Еритреје. Сматра се подручје данакилске пустиње има важну улогу у истраживању еволуције човека.
На простору данашње Еритреје постојале су неке од најстаријих цивилизација. Тако се Еритреја заједно са северном Сомалијом, Џибутијем и обалским делом Судана, сматра простором на којем се највероватније налазила, држава коју су древни Египћани називали земља Пунт („Та Нетјеру”) која се први пута спомиње у записима из 25. века п. н. е. Пунтити су имали блиске односе са Египћанима за време фараона Сахуре и краљице Хатшепсут.
За време 8. века п. н. е, Краљевство Дамот (или Д'мт) постојало је на подручју Еритреје и северне Етиопије. Главни град је био Јеха. Од првог века п. н. е. и у првом веку постојало је Краљевство Аксум.
У средњем веку, јачањем ислама, моћ Аксума је слабила. Кулминација доминације ислама у подручју догодила се 1557. када су снаге Сулејмана I освојиле град Масаву, суседне градове Аркико и Дебарва, те основали провинцију Хабеш.
Границе данашње Еритреје, те читавог подручја настале су током европске колонизације подручја. Током средњег века и отоманске окупације историјско име Еритреје је било Бахр-Негаш (Краљевство мора). Након пада краљевства назив је био Медри Бахри (Земља мора). Италија је пред крај 19. века основала колонију под називом Еритреја. Назив је добила према латинској речи Erythræa (од грчког: Erythraia, Ἐρυθραία), како су називали Црвено море.
У Другом светском рату Британци су победом над Италијанима у бици за Керен 1941. преузели управљање колонијом. Након Другог светског рата, подручја некадашње италијанске колоније Еритреје федерализована су у заједницу са Етиопијом, резолуцијом УН 15. септембра 1952.
Раних 1950-их у Еритреји је још било око 17 000 Италијана. Тада је у целој земљи било 300 km жељезнице и 16 кинематографа. Ни један становник није био факултетски образован, а 10 их је имало завршену средњу школу. 85% становништва Асмаре било је заражено венеричним болестима. Бенито Мусолини је хтео да Асмару учинити бисером новог Италијанског царства. Град је изграђен по узору на Триполис, са широким улицама, украшени јавним зградама и канализацијом. Италијани су подигли тркалиште и кладионицу, мада нису подизали школе. На гласу је било домаће пиво звано мелоти.
Након дугогодишње оружане и политичке борбе за независност, Еритреја је 24. маја 1993. постала независна држава. Због граничног спора са Етиопијом, Еритреја је 1998. ушла у двогодишњи рат, који је завршен споразумом у Алжиру, потписаним 2000. године.

## Географија

### Положај
Еритреја се налази у североисточном делу Африке и излази на Црвено море. Граничи са Суданом, Етиопијом, Џибутијем, Јеменом, Саудијском Арабијом. Површина државе износи 117.600 km². Налази се између 12°и 18°СГШ, као и између 36° и 44°ИГД.

### Геологија и рељеф
Државу дели Источноафрички расцеп. Еритреја се може поделити на три екорегиона. Дуж обале Црвеног мора простире се сува и врућа равница. Ова равница се према западу сужава, а према истоку проширује. Хладније и плодније висоравни су севрни продужетак Етиопске висоравни. Станишта овде варирају од суптропских кишних шума, до литица и кањона на јужним висоравнима. Највиши врх земље је Емба Соира у централној Еритреји, висок 3.018 метара. У Еритреји има и вулканске активности, последња ерупција десила се 2011. године.

### Воде
Највише падавина је у северозападном делу државе, а количина падавина опада према југу и истоку. Југозападна Еритреја припада сливу реке Атбаре, која се улива у Нил, док северозапад државе припада сливу реке Барке, односно Црвеног мора. Исток земље, односно приобални појас је у директном сливу Црвеног мора.

### Флора и фауна
Еритреју настањује 126 врста сисара, 90 врста гмизаваца и 19 врста водоземеца. Најчешће врсте сисара су: абисински зец, афричка дивља мачка, афрички златни вук, генетка, веверица, доркас газела, афричка лисица, Сомерингова газела, шакал.
Лавови насељавају регион Гаш-Барка. Такође, Еритреју настањују и бушбак антилопе, дујкери, велики куду, антилопа камењарка, афрички леопард, орикс антилопа, крокодили, хијене.
Еритреју настањује преко 700 врста биљака. Око 26% површине је обрадиво. Постоји много врста станишта: тропски и супропски пашњаци, саване, голети, пустиње, тропске и суптропске влажне широколисне шуме и мангрове шуме.

### Клима
Клима Еритреје је обликована разноврсним топографским карактеристикама и локацијом земље унутар тропа. Разноликост пејзажа и топографије на висоравнима и у низинама Еритреје резултира разноликошћу климе широм земље. Висинске области имају умерену климу током целе године. Клима већине низинских зона је сушна и полусушна. Распрострањеност падавинских и вегетационих типова значајно варира широм земље. Еритрејска клима варира на основу сезонских и висинских разлика. По основу варијација у температури, Еритреја се може поделити на три главне климатске зоне: умерена зона, суптропска климатска зона и тропска климатска зона.
| Клима Еритреје генерално, на бази 14 градова | Клима Еритреје генерално, на бази 14 градова | Клима Еритреје генерално, на бази 14 градова | Клима Еритреје генерално, на бази 14 градова | Клима Еритреје генерално, на бази 14 градова | Клима Еритреје генерално, на бази 14 градова | Клима Еритреје генерално, на бази 14 градова | Клима Еритреје генерално, на бази 14 градова | Клима Еритреје генерално, на бази 14 градова | Клима Еритреје генерално, на бази 14 градова | Клима Еритреје генерално, на бази 14 градова | Клима Еритреје генерално, на бази 14 градова | Клима Еритреје генерално, на бази 14 градова | Клима Еритреје генерално, на бази 14 градова |
| Показатељ \ Месец                            | .Јан.                                        | .Феб.                                        | .Мар.                                        | .Апр.                                        | .Мај.                                        | .Јун.                                        | .Јул.                                        | .Авг.                                        | .Сеп.                                        | .Окт.                                        | .Нов.                                        | .Дец.                                        | .Год.                                        |
| -------------------------------------------- | -------------------------------------------- | -------------------------------------------- | -------------------------------------------- | -------------------------------------------- | -------------------------------------------- | -------------------------------------------- | -------------------------------------------- | -------------------------------------------- | -------------------------------------------- | -------------------------------------------- | -------------------------------------------- | -------------------------------------------- | -------------------------------------------- |
| Максимум, °C (°F)                            | 27,3 (81,1)                                  | 28,3 (82,9)                                  | 29,8 (85,6)                                  | 32,3 (90,1)                                  | 33,3 (91,9)                                  | 33 (91)                                      | 32 (90)                                      | 31,5 (88,7)                                  | 32,3 (90,1)                                  | 31,8 (89,2)                                  | 30 (86)                                      | 28,3 (82,9)                                  | 31 (88)                                      |
| Просек, °C (°F)                              | 20 (68)                                      | 20,8 (69,4)                                  | 22,5 (72,5)                                  | 24,3 (75,7)                                  | 25,6 (78,1)                                  | 26 (79)                                      | 25,1 (77,2)                                  | 24,7 (76,5)                                  | 24,4 (75,9)                                  | 23,8 (74,8)                                  | 22,1 (71,8)                                  | 20,5 (68,9)                                  | 23,3 (73,9)                                  |
| Минимум, °C (°F)                             | 17,8 (64)                                    | 17,3 (63,1)                                  | 18,3 (64,9)                                  | 21 (70)                                      | 23,3 (73,9)                                  | 24,4 (75,9)                                  | 24,4 (75,9)                                  | 24,5 (76,1)                                  | 23,3 (73,9)                                  | 22,3 (72,1)                                  | 20 (68)                                      | 18,3 (64,9)                                  | 20,8 (69,4)                                  |
| Количина падавина, mm (in)                   | 6,7 (0,264)                                  | 6,9 (0,272)                                  | 9 (0,35)                                     | 14,8 (0,583)                                 | 20,3 (0,799)                                 | 26,5 (1,043)                                 | 100 (3,94)                                   | 99,7 (3,925)                                 | 25,4 (1)                                     | 8,6 (0,339)                                  | 11,9 (0,469)                                 | 9,4 (0,37)                                   | 347 (13,66)                                  |
| Извор: weatherbase                           |                                              |                                              |                                              |                                              |                                              |                                              |                                              |                                              |                                              |                                              |                                              |                                              |                                              |

## Становништво
Има око 6,3 милиона становника. Главни град је Асмара док су остали важнији градови Акордаг, Асаб, Масауфх и други.

### Религија
| Религије у Еритреји (По попису из 2011)‍ | Религије у Еритреји (По попису из 2011)‍ | Религије у Еритреји (По попису из 2011)‍ | Религије у Еритреји (По попису из 2011)‍ | Религије у Еритреји (По попису из 2011)‍ |
| --------------------------------------- | --------------------------------------- | --------------------------------------- | --------------------------------------- | --------------------------------------- |
|                                         |                                         |                                         |                                         |                                         |
| хришћанство                             | хришћанство                             |                                         | 0                                       | 50%                                     |
| ислам                                   | ислам                                   |                                         | 0                                       | 48%                                     |
| остале                                  | остале                                  |                                         | 0                                       | 2%                                      |

## Привреда
Неписмено је око 75% становништва. Велике ожиљке у економији оставио је рат. Највећи постотак становништва су домаћи пољопривредници. Од пољопривредних култура се узгајају дуван, памук и какао, а такође је развијено и сточарство екстензивног типа. Држава се нада и поспешује стране улагаче, али је индустрија и даље слабо развијена. Најважније гране индустрије су прехрамбена, кожна и текстилна. Држава поспешује индустрију гранита и мрамора за извоз.